# Иванов, Николай Геннадьевич (государственный деятель)
Николай Геннадьевич Иванов (1898—1937) — председатель (март 1933 — июль 1937) исполкома Донецкого областного совета рабочих, крестьянских и красноармейских депутатов.

## Биография
Родился в Ржеве (ныне — Тверской области) в семье служащих. Образование начальное. Профессия и специальность — надзиратель связи.
Член РКП(б) с 1918 года. Один из создателей большевистской организации в г. Дебальцево. В 1919—1920 годах был избран председателем Дебальцевского уездного исполкома.
В 1924—1925 годы — заместитель председателя Донецкого губернского исполкома.
До избрания на должность председателя облисполкома работал заместителем председателя Северо-Кавказского краевого исполкома (Ростов-на-Дону). С марта 1933 по июль 1937 года — председатель исполкома Донецкого облсовета.
Одновременно состоял членом ЦК КП(б) Украины (с 11.6.1933), членом Комиссии советского контроля при СНК СССР (с 11.2.1934).
26 января—10 февраля 1934 года делегат XVII съезда ВКП(б) с решающим голосом от Донецкой парторганизации.
В 1937 году репрессирован.
Реабилитирован в 1956 году.

## Награды
- Орден Ленина (20.12.1935, № 1661) — за выдающиеся успехи в области сельского хозяйства и за перевыполнение государственных планов по сельскому хозяйству[2].